# Стен Кемп
Стен Кемп (англ. Stan Kemp, 2 березня 1924, Гамільтон — 15 серпня 1999) — канадський хокеїст, що грав на позиції захисника.

## Ігрова кар'єра
Професійну хокейну кар'єру розпочав 1943 року.
Усю професійну клубну ігрову кар'єру, що тривала 15 років, провів, захищаючи кольори команд АХЛ, ОХА та «Торонто Мейпл-Ліфс».